# Fingergelenke
Die Fingergelenke bezeichnen die Gelenke zwischen den einzelnen Fingergliedern (Phalangen). Man unterscheidet zwischen Fingergrundgelenken zu den Mittelhandknochen (eine Sonderform davon bildet das Daumengrundgelenk) sowie den Fingermittel- und Fingerendgelenken zwischen den Fingergliedern.

## Fingergrundgelenke
Entsprechend der Anzahl der Finger gibt es insgesamt fünf Fingergrundgelenke, die systematisch am Daumen beginnend durchnummeriert werden.
Bei den Huftieren werden die Fingergrundgelenke als Fesselgelenk bezeichnet.

### Fingergrundgelenke (II–V)
Die Fingergrundgelenke des zweiten bis fünften Fingers (Articulationes metacarpophalangeales II–V, auch „MCP II–V“ abgekürzt) sind die gelenkigen Verbindungen zwischen den Mittelhandknochen (Ossa metacarpalia) der Mittelhand (Metacarpus) und den der Körpermitte näher gelegenen (proximalen) Fingergliedern (Phalanges proximales ossis digiti), den so genannten Fingergrundgliedern. Sie werden umgangssprachlich auch als Fingerknöchel bezeichnet.
Bei den Fingergrundgelenken II–V handelt es sich anatomisch gesehen um Kugelgelenke (Articulationes spheroideae), bei denen der nach außen gewölbte (konvexe), längsovale Gelenkkopf des Mittelhandknochens in eine entsprechende nach innen gewölbte (konkave) Grube am der Körpermitte näher gelegenen Ende des Grundgliedes gelagert ist. Die Drehbewegungen (Rotationen) sind allerdings stark eingeschränkt. Die Fingergrundgelenke sind von einer schlaffen Gelenkkapsel umgeben. Im gebeugten Zustand sind zudem kaum Abspreizbewegungen (Abduktion) möglich, weil sich die Finger bei der Beugung (Flexion) annähern und miteinander verzahnen. Daher sind die Fingergrundgelenke funktionell gesehen Eigelenke (Articulationes elipsoideae).

### Daumengrundgelenk (I)
Als Daumengrundgelenk (Articulatio metacarpophalangealis pollicis oder auch Articulatio metacarpophalangealis prima, abgekürzt: „MCP I“) bezeichnet man die gelenkige Verbindung zwischen dem ersten Mittelhandknochen (Os metacarpale I bzw. Os metacarpale pollicis) und dem Fingergrundglied des Daumens (Phalanx proximalis ossis digiti I bzw. Phalanx proximalis ossis digiti pollicis).
Es handelt sich um ein Scharniergelenk und ist nicht mit dem weiter körpernah gelegenen Daumensattelgelenk oder Karpometakarpalgelenk zwischen der Handwurzel und dem ersten Mittelhandknochen zu verwechseln.
Bei einer typischen Sportverletzung, dem „Skidaumen“, kommt es zu einem Riss des ellenseitigen Seitenbandes des Daumengrundgelenks, der Seitenbandruptur des Daumens.

## Fingermittel- und -endgelenke
Als Fingermittel- und Fingerendgelenke (Articulationes interphalangeales) bezeichnet man die gelenkige Verbindung zwischen den der Körpermitte näher gelegenen, der Körpermitte entfernter gelegenen und dazwischenliegenden Knochen der Fingerglieder (Phalanges proximales, Phalanges distales und Phalanges intermediales). Es handelt sich um Scharniergelenke mit straffer Gelenkkapsel, die hinten zudem von einer Sehnenplatte (Dorsalaponeurose) verstärkt ist. Die Finger II–V bestehen jeweils aus drei Fingergliedern, deshalb gibt es zwischen ihnen jeweils zwei Gelenke. Man unterscheidet zwischen Fingermittelgelenken (Articulationes interphalangeales proximales, PIP) und Fingerendgelenken (Articulationes interphalangeales distales, DIP). Gebräuchlich sind hierbei auch die Kurzbezeichnungen DIG (distales Interphalangealgelenk) für die Fingerendgelenke und PIG (proximales Interphalangealgelenk) für die Fingermittelgelenke. Der Daumen besitzt nur ein Fingerendgelenk, da er nur zwei Fingerglieder aufweist.
Bei Huftieren wird das Fingermittelgelenk Krongelenk und das Fingerendgelenk Hufgelenk genannt. Diese Begriffe werden auch für die entsprechenden Zehengelenke genutzt.
Arthrosen der Langfinger-End- und -Mittelgelenke sind sehr häufig, aber selten schmerzhaft oder behindernd. Die Arthrose der Endgelenke wird als Heberden-Arthrose bezeichnet, die der Mittelgelenke als Bouchard-Arthrose. Für die Mittelgelenke gibt es auch Endoprothesen.

## Bänder

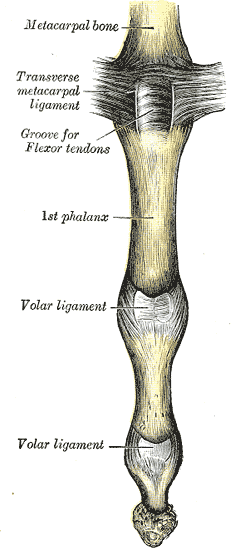
Bandapparat der Fingergelenke
(Ansicht von der Handinnenfläche)

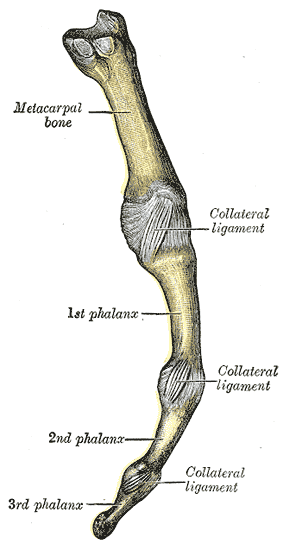
Bandapparat der Fingergelenke
(Ansicht von der Seite)

Fingergrund- und Fingerendgelenke werden jeweils von gleichartigen Bandkomplexen gesichert. Jedes Fingergelenk verfügt über je zwei Seitenbänder (Ligamenta collateralia), die schräg vom hinteren Anteil des Fingergrundgliedes zum vorderen Anteil des Fingerendgliedes ziehen. Sie sind bei Beugung gespannt, so dass in den Fingergrundgelenken keine Abspreizbewegung mehr möglich ist. Zwei zusätzliche Bänder (Ligamentum collaterale accessorium und Ligamentum phalangoglenoidale) befinden sich auf der Handrückseite und gehen von den Sehnen der Fingerstrecker (Extensoren) aus. Sie sind immer gespannt und limitieren die Streckung (Extension). An der Handinnenfläche (palmar) ziehen die Sehnen der beiden Fingerbeuger (Flexoren) entlang und werden dabei von den faserknorpeligen vorderen Fingerbändern (Ligamenta palmaria digiti) gegen den Knochen abgepolstert. Die Sehnen sind von Sehnenscheiden umgeben, die ihrerseits von länglichen Ringbändern (Ligamenta anularia digiti, A1–A5) und Kreuzbändern (Ligamenta cruciata digiti, C1–C3) verstärkt werden; Lücken zwischen diesen Bändern ermöglichen die Beugung. Außerdem existieren schräge Mittelhandbänder (Ligamenta metacarpalia tranversa profunda), die eine Querverbindung zwischen benachbarten Fingergrundgelenken darstellen und ein oberflächliches Korrelat besitzen.